# Ланкастър (община)
Вижте пояснителната страница за други значения на Ланкастър.
Сити ъф Ланкастър (/læŋkæstər/) е неметрополна община (на английски: non-metropolitan district) със статут на голям град (сити) в неметрополно и церемониално графство Ланкашир, с административен център град Ланкастър.
, население от 146 038 (към 2019 г.) и площ от 576,2 км2. Той е кръстен на най-голямото си селище Ланкастър, но обхваща много по-голяма площ, която включва градовете Моркам (или Моркамб), Хейшам и Карнфорт, както и отдалечени села, ферми, селскостопански земи и друга природа. От 1 август 2016 г. Сити оф Ланкастър е част от Национален парк Йоркшир Дейлс.
Настоящите граници на града са определени в разпоредбите на Закона за местното самоуправление от 1972 г. и обединяват пет бивши района на местното управление – общинските квартали Ланкастър, Моркам и Хейшам, заедно с градския окръг Карнфорт и селските райони на Ланкастър и Лунесдейл, всички дотогава в административно графство окръг Ланкашър.

## Побратимени градове
- Перпинян, Франция (от 1962)
- Рендсбург, Германия (от 1968)
- Олборг, Дания (от 1982)
- Люблин, Полша (от 1994)
- Векшьо, Швеция (от 1996)
- Алмере, Нидерландия
- Виана ду Каштело, Португалия